# Microglanis garavelloi
Microglanis garavelloi és una espècie de peix de la família dels pseudopimelòdids i de l'ordre dels siluriformes.

## Hàbitat
És un peix d'aigua dolça i de clima tropical.

## Distribució geogràfica
Es troba a Sud-amèrica: conca del riu Paranà al Brasil.